# Richard Thompson (auteur)
Pour les articles homonymes, voir Thompson et Richard Thompson (homonymie).
Richard Thompson (né le 8 octobre 1957 et mort le 27 juillet 2016 en Virginie) est un auteur de bande dessinée et illustrateur américain créateur en 2004 du comic strip Cul de Sac, distribué depuis 2007 par Universal Press Syndicate.

## Publications en anglais
- (en) Cul de Sac, 2008
- (en) Children at Play: A Cul de Sac Collection, 2009
- (en) Cul de Sac Golden Treasury: A Keepsake Garland of Classics, 2010
- (en) Shapes & Colors: A Cul de Sac Collection, 2010
- (en) The Mighty Alice: A Cul de Sac Collection, 2012

## Publications en français
Première édition de Cul de Sac
Cette édition recourt à un format « à la française ».
- Richard Thompson (trad. de l'anglais), Cul de Sac 1 : Sortie de secours [« This Exit »], Paris, Delcourt, coll. « Outsider », 2010, 127 p., 23 cm (ISBN 978-2-7560-1872-0, BNF 42138647)
- Richard Thompson (trad. de l'anglais), Cul de Sac 2 : Jeux d'enfants [« Children at Play »], Paris, Delcourt, coll. « Outsider », 2011, 127 p., 23 cm (ISBN 978-2-7560-2137-9, BNF 42573501)

Seconde édition de Cul de Sac
Cette édition recourt à un format « à l'italienne », dans lequel chaque strip occupe une seule page.
- Richard Thompson (trad. de l'anglais par Christophe Gouveia Roberto et Pierre Borgnet, préf. Art Spiegelman), Cul de Sac 1 [« Cul de Sac »], Paris, Urban Comics, coll. « Urban Strips », 29 avril 2016, 352 p., 17 x 24 cm (ISBN 978-2-36577-855-8, BNF 45027312)
- Richard Thompson (trad. de l'anglais par Christophe Gouveia Roberto et Pierre Borgnet, préf. Bill Watterson), Cul de Sac 2 [« Cul de Sac »], Paris, Urban Comics, coll. « Urban Strips », 10 février 2017, 350 p., 17 x 24 cm (ISBN 978-2-36577-922-7, BNF 45221904)

## Prix et récompenses
- 1996 : Prix de la National Cartoonists Society de l'illustration de journal ; de l'illustration de magazine
- 2011 : Prix Reuben pour Cul de Sac
- 2012 : Prix Harvey du meilleur comic strip pour Cul de Sac
- 2015 : Prix Eisner de la meilleure publication humoristique pour Cul de Sac